# كينت كونراد
جايلورد كينت كونراد (بالإنجليزية: Gaylord Kent Conrad)‏، (ولد في 12 مارس 1948)، هو سيناتور أمريكي من ولاية داكوتا الشمالية تابع للحزب الديمقراطي.